# ایگناتس پوشنیک
ایگناتس پوشنیک (انگلیسی: Ignaz Puschnik; ۵ فوریهٔ ۱۹۳۴ – ۱۷ دسامبر ۲۰۲۰) بازیکن فوتبال اهل اتریش بود.
از باشگاه‌هایی که در آن بازی کرده‌است می‌توان به اشاره کرد.
وی همچنین در تیم ملی فوتبال اتریش بازی کرده‌است.